# Cinq Semaines en ballon

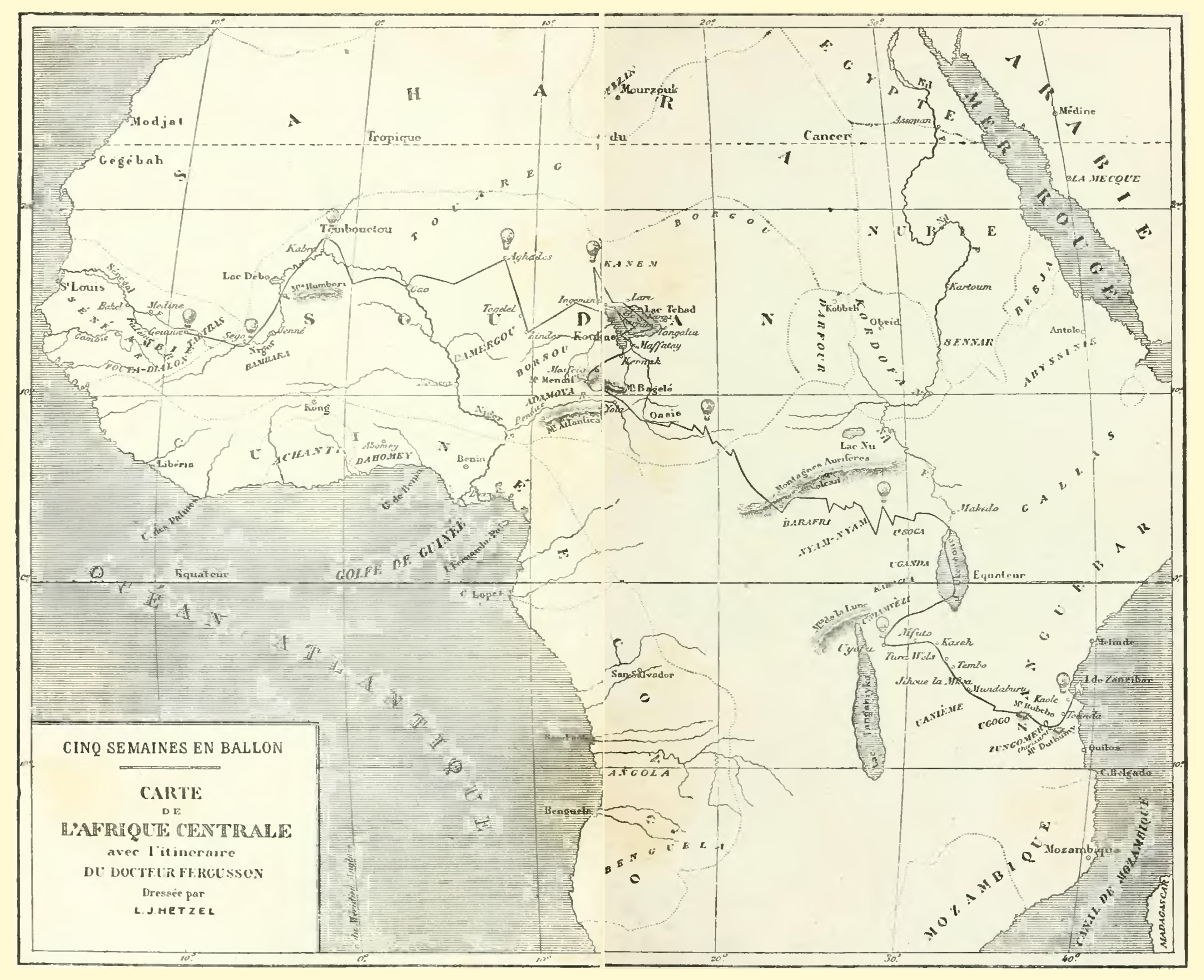
Trajet du ballon.

Cinq Semaines en ballon est un roman de Jules Verne, paru en 1863.

## Historique
Le roman est publié en édition in-18 le 31 janvier 1863 et a pour sous-titre Voyage de découvertes en Afrique par trois Anglais. La grande édition in-8o est mise en vente le 5 décembre 1865.
Il s'agit du premier roman de Verne édité par Pierre-Jules Hetzel après le refus du Voyage en Angleterre et en Écosse. Verne y met au point les « ingrédients » de son œuvre à venir, mêlant avec habileté une intrigue féconde en aventures et en rebondissements de toutes sortes et des descriptions techniques, géographiques et historiques. Le livre fait un bon résumé des explorations du continent africain, à cette époque encore incomplètement connu des Européens mais sillonné par les explorateurs qui veulent en découvrir les secrets.

## Résumé
Un savant et explorateur, le Docteur Samuel Fergusson, accompagné de son serviteur Joe et son ami chasseur professionnel Richard Kennedy, dit Dick, décident de survoler l'Afrique orientale, de Zanzibar aux sources du Nil – région alors non complètement explorée – à bord d'un ballon gonflé à l'hydrogène, le Victoria. Il a inventé un mécanisme qui, en éliminant la nécessité de libérer du gaz ou de jeter du lest pour contrôler son altitude, permet d'effectuer de très longs trajets en toute autonomie. Ce voyage est destiné à relier les régions explorées par Richard Francis Burton et John Hanning Speke en Afrique de l'Est avec celles de Heinrich Barth dans les régions du Sahara et du lac Tchad.
Le voyage commence à Zanzibar sur la côte de l'océan Indien et, survolant le lac Victoria, le lac Tchad, Agadez, Tombouctou, Djenné et Ségou, aboutit à Saint-Louis, colonie française appartenant aujourd'hui au Sénégal, sur la côte de l'océan Atlantique.
Le livre décrit les multiples et dangereuses aventures que vont vivre les trois hommes.

## Personnages principaux
- Docteur Samuel Fergusson

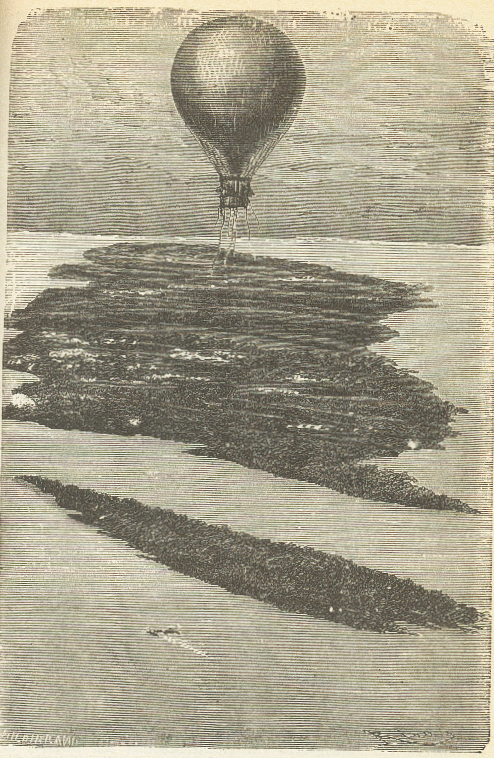
Le Victoria au-dessus du canal de Zanzibar après son départ de l'île de Koumbeni (près de Zanzibar).

Il est britannique. Il a des connaissances profondes dans les sciences naturelles et son imagination est très riche. C'est un voyageur et, dans le même temps, il est explorateur.
- Joseph Wilson, aussi connu sous le simple nom de Joe

Il est au service du Docteur Samuel Fergusson, intelligent ainsi que très dévoué.
- Richard « Dick » Kennedy

Il est chasseur et très courageux. Quand il a appris le projet téméraire et extraordinaire du Docteur Samuel Fergusson, il a essayé de l'en empêcher.

## Genèse et publication du roman
Après avoir refusé le Voyage en Angleterre et en Écosse, Hetzel demande à Verne d'écrire un vrai roman de voyage et non un récit. Verne lui présente quelque temps plus tard son Voyage en l'air qu'Hetzel accueille avec enthousiasme.
Le roman est distribué par Hetzel mais aussi à Leipzig, en Allemagne. Hetzel fait imprimer en 1863 deux tirages de 1 000 exemplaires. Il est publié d'abord dans la collection Hetzel puis dans la Bibliothèque d’Éducation et de Récréation.
De nombreuses dates de publication ont été avancées, la plus courante étant le 31 janvier 1863, reprise sur une liste établie par la maison Hetzel après la mort de Jules Verne en 1905. Pourtant, l'ouvrage est annoncé dans la presse dès le 15 janvier 1863, Le Figaro avertissant ses lecteurs de sa parution le jour même, et la date est corroborée par la Bibliographie de la France du 17 janvier. Le 22 janvier, Le Figaro publie une nouvelle annonce déclarant que le roman venait de paraître. Il a donc été publié le 15 janvier 1863, date non anodine pour l'éditeur puisqu'il fêtait ce jour-là ses 49 ans, puis fut distribué le 22.
Le sous-titre est Voyage de découvertes en Afrique par trois Anglais rédigé sur les notes du docteur Fergusson avant de devenir, à partir du troisième tirage, Voyage de découvertes en Afrique par trois Anglais rédigé d'après les notes du docteur Fergusson.
Quatre imprimeurs vont se succéder : Poupart-Daryl (1863-1865 et 1867-1871)), Charles Noblet (1865-1866), Lahure (1872-vers 1880) et Gautier-Villars (v.1880-1914).
L'ouvrage sera non illustré jusqu'en 1892 (62e édition) avant de l'être par Édouard Riou et Henri de Montaut, dont cinq planches (un frontispice et quatre hors pagination). Il comprend ainsi 83 éditions, ce qui le place à la deuxième place des tirages après Le Tour du monde en quatre-vingts jours (151 éditions) jusqu'au rachat d'Hetzel par Hachette en 1914.
Aucun manuscrit du roman n'a été retrouvé. Il ne subsiste que deux fragments.

## Accueil critique
La première critique à paraître sur le roman est un article de la Revue des deux Mondes du 1er février 1863 édité sur le verso de la couverture. Le texte est signé de deux initiales, L.M. Il s'agit en fait d'une adaptation du « prière d'insérer » d'Hetzel. Le 8 février 1863, date de l'anniversaire de Jules Verne, paraît un second article dans Le Figaro qui ressemble aussi à une annonce publicitaire de l'éditeur. Suit un article du même type dans le Journal des Débats.
Le 18 février, Henri Lacroix rédige pour Le Moniteur universel le premier véritable article critique. Il écrit : « Pourtant, je regrette que le docteur et ses compagnons Dick et Joe, deux originaux que je vous recommande, soient si pressés de dégonfler leur aérostat. Ils ont vu, certes, bien des choses mais ils ont aussi laissé derrière eux bien des observations bonnes à relater. Cette réserve faite, je n'ai plus qu'à louer les Cinq Semaines en ballon. Le livre est amusant et écrit avec esprit. »
D'autres éloges, signés Émile Cantrel, paraissent dans La Presse le 3 mars 1863 : « Ce livre restera comme le plus curieux et le plus utile des voyages imaginaires, comme un de ces rares livres qui méritent la fortune des Robinson et des Gulliver et qui ont sur eux l'avantage de ne pas sortir un instant de la réalité, de s'appuyer, dans la fantaisie et dans l'invention, sur les faits, sur la science positive et irrécusable. »
Dans L'Opinion nationale du 11 avril 1863, Jean Macé, proche de Hetzel, écrit dans un long article sur le roman, tout à la louange de celui-ci : « De ce mélange d'érudition patiente et de spirituelle imagination est sorti un des livres les plus amusants et les plus instructifs en même temps qui puissent charmer les loisirs d'une soirée d'hiver ». Et plus loin il signale : « Il manque une chose au livre de M. Jules Verne : une carte où l'on puisse suivre du doigt le sillon tracé dans les airs par son fantastique ballon [...] L'homme qui a fait le livre était certainement en état de faire la carte, et c'est une galanterie qu'il devrait bien aux nombreux lecteurs qu'on peut lui prédire ».
Le 24 avril, dans Le Petit Journal, qui a été fondé le 1er avril, Ernest Gervais publie le premier article indépendant, lui aussi tout autant louangeur que les précédents.
Enfin, coïncidence symbolique, le 15 juin 1863, un petit article sur le roman paraît dans le Musée des familles, précédé de l'annonce du décès subit de Pitre-Chevalier, directeur du Musée lorsque Jules Verne y publiait ses premières nouvelles Les Premiers navires de la marine mexicaine, Un Voyage en ballon, Martin Paz, Un hivernage dans les glaces ou encore Maître Zacharius ou l'horloger qui avait perdu son âme.

## Thèmes abordés dans le roman
- L’exploration de territoires inconnus (contexte de l’époque de la rédaction du roman). Verne expose les connaissances de l'époque en matière de géographie de l'Afrique.
- Étude ethnologique, faite par des Européens, des populations africaines.
- Discours sur les races et les ethnies.
- Le grand rôle de l’évangélisation (dans le personnage du missionnaire lazariste).
- L’aérostation, domaine où Jules Verne fait œuvre d'anticipation. L’invitation au voyage spatial qu’éprouvent les protagonistes de ce roman (ils anticipent de ce fait sur le périple cosmique de De la Terre à la Lune).
- Les grands phénomènes atmosphériques (comme l’épisode de la montée d'un orage tropical).
- La phobie vernienne de l’or (également perceptible dans Le Volcan d'or).
- Critique de l’esclavage (dans l’évocation de Zanzibar et de son « grand marché des esclaves »).
- Critique de la peine de mort (Fergusson considérant que la peine de mort appliquée par les "sauvages" est plus cruelle, mais tout aussi barbare que la pendaison dans son propre pays).

## Le secret de l'aérostat duDrFergusson
Le ballon qui emmène les héros du roman au-dessus des contrées inexplorées de l'Afrique combine les techniques du ballon à gaz et de la montgolfière, rappelant la rozière. Dans le premier cas, l'enceinte du ballon est fermée et gonflée d'un gaz plus léger que l'air (ici, l'hydrogène) ; la montée ou la descente se commandent respectivement par le lâcher de lest embarqué au départ de l'engin ou par l'ouverture d'une valve laissant échapper un peu de gaz : la perte progressive de gaz, qui impose de recharger de moins en moins de lest, limite la durée des voyages. Dans le second cas, le ballon est ouvert vers le bas et empli d'air que l'on chauffe ou laisse refroidir selon qu'on veut monter ou descendre : là, le problème est de disposer d'une puissance de chauffe souple et puissante.
Le ballon du Dr Fergusson est un ballon à hydrogène que l'on va pouvoir manœuvrer en chauffant plus ou moins le gaz contenu dans l'enveloppe : à la différence du système avec valve, on ne doit — en théorie — perdre aucun gaz, ce qui va permettre les plus longs parcours aériens. Le chauffage du gaz est assuré par un système de tuyaux pénétrant dans le ballon et parcourus par un gaz qui passe dans un échangeur thermique chauffé par un chalumeau hydrogène/oxygène dont le débit est réglable. Ces deux gaz sont produits par l'électrolyse de l'eau grâce à l'électricité produite par une pile Bunsen. Cela, c'est la théorie, et il y a au moins un cas où le système est réputé avoir fonctionné, sans que l'ensemble explose : le voyage de cinq semaines en ballon décrit par Jules Verne...

## Adaptations
Le roman est adapté au cinéma à plusieurs reprises. En 1961, le réalisateur américain Nathan Juran réalise Flight of the Lost Balloon, directement adapté du roman. Mais pendant la production du film, un autre réalisateur américain, Irwin Allen, s'est également lancé dans l'adaptation du roman au cinéma : sous la pression d'Allen et de la 20th Century Fox, Nathan Juran efface toute référence à Jules Verne et au roman dans le film et le générique ; seul reste le nom du ballon, le Victoria. Peu après la sortie du film de Juran, en 1962, sort la deuxième adaptation du film, Cinq Semaines en ballon (Five Weeks in a Balloon) d'Irwin Allen, une libre adaptation du roman. En 1966, le réalisateur roumain Olymp Varasteanu réalise Cinci saptamîni în balon. En 1975, le réalisateur mexicain René Cardona Jr réalise Viaje Fantástico en Globo, avec Hugo Stiglitz.